# Марков, Аркадий Константинович
Аркадий Константинович Марков (16 февраля 1926, Пошехонье-Володарск, Ярославская губерния — 30 января 1977) — советский детский поэт и корреспондент.

## Биография
Родился 16 февраля 1926 г. в Пошехонье-Володарск Ярославской области в семье учителя.
После окончания семилетней школы работал на заводе
В 1943 г. был призван в ряды Красной Армии. Участвовал в Великой Отечественной войне красноармейцем 1372-го стрелкового полка 417-й стрелковой дивизии в наступательном бою 13 июля 1944 г. под г. Шауляй был тяжело контужен вследствие чего потерял зрение. Был награждён Орденом Отечественной войны второй степени.
В 1947 г. приехал со своим отцом, впоследствии заслуженным учителем Карелии, в Лахденпохья.
Заочно окончил среднюю школу.
С 1950 г. начал печататься в прессе со стихами для детей, с которыми общался ежедневно, так как жил в доме, где находился детский сад, и его жена Лидия Алексеевна была воспитателем.
В издательстве «Карелия» были изданы 3 его сборника стихов для детей — «Я уже не маленький», «Помощница», «Нарисую солнце я», которые принесли общесоюзную известность поэту.
Поэт был внештатным корреспондентом местной газеты «Призыв», возглавлял Лахденпохское районное литературное объединение и литературное объединение при газете «Красное знамя» в г. Сортавала.
Умер в 1977 г.

## Память
- В Лахденпохском районе проводится ежегодный районный фестиваль детской литературы «Верный друг» имени Аркадия Константиновича Маркова.
- Именем Аркадия Маркова 10 мая 1983 г. названа одна из улиц Лахденпохья.
- Является прототипом героя автобиографической[4] повести Галины Усовой «Дно залива» — детского поэта Петра Васильевича, участника ЛИТО (литературного объединения) при районной газете «Вперёд»: «Когда же его просили почитать новые стихи, он, не ломаясь, солидно откашливался и невыразительным голосом мрачно декламировал весёлые детские стишата, совершенно не гармонировавшие с его хмурой физиономией <...> звучали они живо и непосредственно, как будто их сочинил десятилетний мальчик, а не почтенный инвалид войны»[5].